# The Rathskeller
The Rathskeller, kurz The Rat, war von 1976 bis 1997 ein Musikclub im Bostoner Stadtteil Fenway–Kenmore. Es handelt sich um einen der wichtigsten Orte der Bostoner Punkszene.

## Geschichte
Seit Mitte der 1970er bis zum 15. November 1997 war The Rat wichtiger Treffpunkt der Punk- und Independent-Szene und einer der Ursprungsorte des amerikanischen Punks. Bands wie The Police, R.E.M., Metallica oder Sonic Youth spielten hier zusammen mit Punkbands wie Black Flag, Hüsker Dü, Minutemen, Youth of Today, GG Allin, Slapshot, Descendents und vielen Lokalbands vor einem kleinen Publikum. Die Pixies bekamen ihren ersten Plattenvertrag, nachdem ein Talentmanager ihre Show im Rathskeller gesehen hatte. Eine Art Hausband war DMZ, die sich aus Bostoner Einwohnern zusammensetzte.
Im Erdgeschoss des Gebäudes, in dem der Rathskeller lag, befanden sich ein Restaurant und eine Bar. Ehemalige Besucher beschreiben den Keller-Club als ausgesprochen dreckiges Loch mit „Bunker-Atmosphäre“ und klebrigem Fußboden. und spärlicher Beleuchtung. Der Club war Ort zahlreicher Auseinandersetzungen. Fans warfen Bierflaschen auf Bands ebenso wie Bands Bierflaschen auf das Publikum warfen. Mit den Besuchern der Disco Narcissus, die sich wie der Rathskeller am Kenmore Square befand, gab es ebenfalls zahlreiche Auseinandersetzungen. Insbesondere die Türsteher waren in ganz Neuengland berüchtigt, und der Club musste mehrmals aufgrund von Zwischenfällen mit den Türstehern für einen bestimmten Zeitraum schließen. Großes Aufsehen in der Szene erregte ein Zwischenfall, bei dem die Türsteher bei einem Mission of Burma-Konzert jugendliche Fans zusammenschlugen, die Pogo tanzen wollten. Der Kenmore Park war zu dieser Zeit ein verfallener Ort, der für eine hohe Kriminalitätsrate und komische Gestalten bekannt war. Erst über die Jahrzehnte zwischen 1970 und dem Ende der 1990er Jahre begann er zu gentrifizieren und sich positiv zu entwickeln.
Der Rathskeller lag am Kenmore Square in der Gegend des Fenway Park und der Boston University. Er existierte seit Mitte der 1960er als Musikclub und hieß Anfang der 1970er Jahre kurzzeitig TJs. Im Jahr 1974 nannte er sich unter Besitzer Jim Harold wieder zurück in Rathskeller. Der Club war einer der ersten Orte, in denen Punk-Bands auftreten konnten. Vermutlich geschah dies weniger aus Szene-Verbundenheit, sondern eher um Geld mit einheimischen Bands zu sparen, die eigene Lieder spielten. Rat Records veröffentlichte in den 1970er Jahren mit dem Doppelalbum Live at the Rat eine der ersten Punk-Compilations, die versuchte, an den Erfolg vom CBGB-Livealbum anzuschließen. Live at the Rat war allerdings noch stark von älterem amerikanischen Bar-Rock beeinflusst. Mit zwei Singles von den Nervous Eaters veröffentlichte Rat Records zwei der frühesten Punk-Singles in Boston. The Police spielten 1978 vier Shows im Club, kurz nachdem ihre Single Roxanne erschienen war.
1976 veröffentlichte das Time-Magazin seine erste Geschichte über Punk in den USA und ging zur Recherche in das CBGB’s in New York, das Roxy in London sowie in den Rathskeller. Der Artikel in der Zeitschrift fokussierte dabei vor allem auf Ungewöhnliches und Bizarres wie Vibratoren, Swastikas und zerrissene T-Shirts. Der Boston Globe beschrieb den Ort als „Abwasserkanal“, in dem 13-jährige Drogen nähmen und mit Ketten aufeinander einschlügen. Die Punk-Band The Queers hingegen veröffentlichte mit I met her at the Rat ein Liebeslied auf den Club. Während einer Show in den 1990er Jahren explodierten die Toiletten. Nachdem die Angestellten den Boden einmal durchgespült hatten, verteilten sie Katzenstreu auf dem Boden, ließen das Publikum wieder in den Club und die Band weiterspielen.
Der Rathskeller schloss ebenso wie andere Orte des Nachtlebens, als der Kenmore Square begann, ein schicker Ort zum Einkaufen zu werden. Neben the Rat schlossen auch der Plattenladen Planet sowie verschiedene Bars. Das Haus, in dem the Rat lag, wurde abgerissen und durch ein Luxushotel ersetzt. Headliner der letzten Show waren Aus-Rotten und später am Abend Gang Green.

## Veröffentlichungen
- Live at the Rat, Rat Records